# Parade
Parade je osmi studijski album američkog glazbenika Princea i soundtrack njegovog filma Under the Cherry Moon iz 1986. Parade je ujedno i četvrti i posljednji album na kojemu surađuje sa svojim sastavom The Revolution. Objavile su ga diskografske kuće Paisley Park Records i Warner Bros. Records na dan 31. ožujka 1986.

## Popis pjesama
| 1. | »Christopher Tracy's Parade« | 2:11 |
| 2. | »New Position«               | 2:20 |
| 3. | »I Wonder U«                 | 1:39 |
| 4. | »Under the Cherry Moon«      | 2:57 |
| 5. | »Girls & Boys«               | 5:29 |
| 6. | »Life Can Be So Nice«        | 3:13 |
| 7. | »Venus de Milo«              | 1:55 |

| 8.  | »Mountains«                   | 3:57 |
| 9.  | »Do U Lie?«                   | 2:44 |
| 10. | »Kiss«                        | 3:37 |
| 11. | »Anotherloverholenyohead«     | 4:00 |
| 12. | »Sometimes It Snows in April« | 6:48 |